# Vingilot
Vingilótë o Vingilot, es un barco ficticio en las leyendas de la Tierra Media de J. R. R. Tolkien. Fue el barco en el que Eärendil y Elwing navegaron a Aman para pedir el perdón y la ayuda de los Valar. Su nombre en quenya significa tiarela[cita requerida], literalmente "flor de espuma".
Guiado por la luz de un Silmaril, Eärendil guio al Vingilótë a través de los Mares de Sombras hasta el Reino Bendecido de Aman, siendo el primer mortal en llegar hasta allí. No le fue permitido regresar a la Tierra Media, excepto para unirse a los Valar en la última Guerra de la Cólera contra Morgoth.
Después de la Guerra de la Cólera, Eärendil, con el Silmaril en su frente, guio al Vingilótë hacia el cielo, donde la joya brilla para siempre como el lucero del alba (el planeta Venus).
Como dice " El Silmarillion", el Vingilot fue consagrado por los Valar y creado por Círdan "el carpintero de barcos", y era un barco totalmente blanco, y liviano como "nunca los hubo ni los habrá en la tierra de Arda"
- Datos: Q514982